# Голуей (залив)
Голуей (на английски: Galway, ирл. Cuan na Gaillimhe) на Атлантическия океан, на западното крайбрежие на остров Ирландия. Дължина 66 km, ширина на входа 39 km, дълбочина до 42 m. На входа са разположени островите Аран (Инишмор, Инишман, Инишир и др.). Северно от тях чрез протока Норт Саунд и югоизточно от тях чрез протока Саут Саунд залива Голуей се сварзва с Атлантическия океан. Крайбрежието му е хълмисто, изобилстващо от езера. Бреговата му линия е силно разчленена от множество по-малки заливи и полуострови. В него се вливат много реки, най-голяма от които е Кориб, вливаще се в североизточната му част при град Голуей. Приливита са полуденонощни с височина около 4 m. Най-голям град и пристанище е Голуей.